# 清兵衛新田
清兵衛新田（せいべえしんでん）は、江戸時代後期に相模国高座郡北部（現神奈川県相模原市）の相模原台地上に開かれた新田である。

## 概要
相模国高座郡の大部分を占める相模原台地（相模野台地）は、平坦であるが地下水位が低いために耕地としての利用が進まず、「相模野」あるいは「相模原」と呼ばれて台地周縁部の村々入会の草刈り場として利用されてきた。
清兵衛新田は、1843年（天保14年）、高座郡小山村（現相模原市宮下本町、橋本ほか）の豪農である原清兵衛が幕府の開墾政策と小山村を含むこの地域の幕府直轄領を支配していた韮山代官江川英龍の勧奨を受け、私財を投じて村の南方の入会地の開墾に着手したことに始まる。
当初は49戸の入植者が、比丘口、矢懸、横山、原組、大河原の5組に分かれて開墾に当たった。入植者の多くは小山村や近隣の田名村、さらに武蔵国多摩郡や入間郡の農家の二・三男であった。5組はそれぞれ開墾地の集落の名前となり、現在も付近の踏切や陸橋の名前などに見ることができる（国道16号大河原陸橋など）。当初はソバ、ヒエ、アワ、麦類が作付されたが、地下水位が低いために水を得ることが困難で、土壌も痩せていたため、収穫量はきわめて少なく、生活は困窮を極めた。
1856年（安政3年）、幕府による検地を受け、開発面積205町歩余、石高420石余とされ、開墾を主導した原清兵衛の名から清兵衛新田として幕府直轄領とされた。しかし年貢納入のために作物の収穫量を上げるには金肥に頼らざるを得ず、入植者の生活をますます圧迫した。当初入植者49戸の中で開墾30年後、1872年（明治5年）の戸籍に記載されているのは24名に過ぎない。
1868年（慶応4年、明治元年）、明治政府の直轄領となり、神奈川府（のち神奈川県）が設置されると同府（県）の所属となった。1889年（明治22年）、町村制の施行に際して近隣の小山村、橋本村、相原村と合併して高座郡相原村の一部となった。相原村は1941年（昭和16年）に上溝町、大野村ほか5町村と合併して高座郡相模原町となり、1954年（昭和29年）の市制施行により現在は相模原市に属する。2010年（平成22年）の政令指定都市移行により同市中央区の一部となる。
生糸が主要輸出品としての地位を獲得するとともに輸出港である横浜の後背地として明治中期以降養蚕業が発展し、耕地の多くが桑畑として利用されるようになった。1929年（昭和4年）の世界恐慌に始まる生糸・繭価格の暴落により経営は不安定となったが、換金作物として重視され1960年代まで養蚕が盛んに行われていた。
1930年代に相次いだ陸軍施設の相模原への進出を背景に「相模原軍都計画」が構想され、1940年（昭和15年）に神奈川県による大規模な区画整理事業が着手された。清兵衛新田は全域が都市計画区域に組み込まれ、区画整理の対象となった。都市計画による街路網には従来の新田集落が巧みに取り入れられている。しかし軍都建設は1945年（昭和20年）の敗戦により挫折し、区画整理の完了後も1960年代までは新田集落と相模原駅に近い区域および市役所周辺を除いて多くが農地のまま利用されていた。衰退した養蚕に代わって野菜などの生産が行われたが、1960年代以降、東京および横浜のベッドタウン化が波及すると急速に市街地化が進行し、1990年代までに農地はほとんど姿を消した。新田集落は完全に市街地に埋没し、農村的景観は全く失われている。
「清兵衛新田」の地名は合併後も相原村、相模原町、相模原市の大字名として用いられてきたが、1964年（昭和39年）に始まる住居表示による新町名の編成のため順次その区域を狭め、1974年（昭和49年）に「大字清兵衛新田」は消滅した。新たに編成された町名のうち、清新（せいしん）一丁目から八丁目は「清兵衛新田」を縮約したものとされている。

### 住居表示による新町名
- 中央一丁目から二丁目
- 相模原二丁目から八丁目
- 清新一丁目から八丁目
- 南橋本一丁目、四丁目（一部）